# نیکلای تیخونوف
نیکلای سمیونوویچ تیخونوف (به روسی: Тихонов, Николай Семёнович، نام اصلی Анна Андреевна Горенко)N (زاده ۴ دسامبر ۱۸۹۶ سن پترزبورگ – درگذشته ۸ فوریه ۱۹۷۹ مسکو), نویسنده روس و برنده جایزه صلح لنین در سال ۱۹۵۷

## آثار
- بهار گرجستان
- کله داغ